# 美國的深層政府
美國的深層政府是一種陰謀論，據稱是由聯邦政府、金融和工業界高层的人士组成的秘密網絡，作為一個隱藏的政府與合法當選的美國政府并行或在其內部行使国家權力。

## 觀點

### 川普陣營的觀點
唐納·川普自任職第45任美國總統起支持這個陰謀論，並表示深層政府正在操縱美國政權，他公然批評主流媒體散播假新聞且是專門和他作對的「反對黨」，甚至指控前總統歐巴馬竊聽。川普的支持者亦使用這個詞來指情報機構官員和行政部門官員透過消息洩漏或其他內部手段干預及抵制國家的政策。美國極右派媒體布賴特巴特新聞網表示深信情報機構考慮發動政變，並認為主流媒體早已淪為企業打手，且質疑美國政府遭到力挺全球主義的深層政府操控。極右派網站「True Pundit」指出，聯邦調查局副局長安德魯·馬卡比召集16位局內高官，密謀破壞國家安全顧問麥可·佛林的政治生涯，以及製造證據來陷害美國總統川普，之後麥可·佛林閃辭，成為歷來任期最短的國家安全顧問。
根據《紐約時報》的報導，川普的白宮幕僚常常提到深層政府，他們認為這個集團正在破壞美國總統的權威。根據《華盛頓郵報》的報導，美國總統顧問斯蒂芬·班農認為深層政府對川普擔任總統職務具有直接威脅。美國新聞媒體「LifeZette」報導，有少數美國邊防官員抗拒川普的政策，繼續遵循前總統歐巴馬的捉放指令。亦有一些川普的盟友和右翼媒體認為歐巴馬正在協調深層政府對川普的抵抗。

### 部分學者的觀點
作家邁克·洛夫格倫（Mike Lofgren）認為存在着“一個由政府和部分金融、工業界高层联手组成的混合组织在实际上操纵着美國，而它未曾由被统治者通過正式政治程序表达认同”，或者把“深層政府”視為職業政客和公務員中普遍存在的腐敗現象。《紐約時報》和《紐約觀察家報》的作家則駁斥“深層政府”的理論。邁阿密大學教授約瑟夫·烏辛斯基說，“這一概念在陰謀論者中一直非常流行，不管他們稱之為深度政府還是其他什麼”。
網路媒體《攔截》的創始人葛倫·葛林華德覺得那些質疑深層政府只是虛構陰謀論的人被誤導了：
| “ | 他們錯誤的選擇了比川普更糟的派別，就是深層政府與劣跡斑斑的中央情報局，他們是軟政變陰謀的參與者，刻意刁難川普當選，並設法阻止他頒佈新政策。我認為這是非常危險的，即使你是支持中央情報局和深層政府，或者是川普的支持者，都是非常危險的。因為這兩者之間有巨大的區別、巨大的差異，川普是民選產生的，受到民主控制，且經法院證明為合法當選，是基於《美國憲法》下的國家領導人，正如媒體展示的一樣。但另一方面，中央情報局並不是人民選舉制度產生的，他們幾乎不受法律控制。所以，期望中央情報局和情報界削弱政府選舉產生的分支是不可能的。 | ” |

加州大學洛杉磯分校中國研究中心理事會主席周天瑋認為：
| “ | 美國是否正逐漸墜入所謂國中有國的狀態，無論民選政務官員怎麼換，鐵打的營盤其實自成一國，自有一個難以撼動的內部體系，民選官員無可奈何。根據深層政府理論，領導人如果抓狂，對這個影子政府宣戰，後果便會如土耳其和埃及。果真如此，川普是不是會步入險境？艾森豪總統卸任的告別演說，已經憂慮軍事工業複合體對美國前途會構成衝擊，事實證明果然如此。半個世紀後的今天，從最初的軍工、國會、國安，已經擴散到了財政、司法、華爾街和矽谷。華府的永久勢力包括聯邦常任官僚、情報機構、軍方、承包商、遊說機構和新聞界等等，在若干程度上已經近似封建特權，美國總統投鼠忌器，一般不會去招惹。 | ” |

### 批判深層國家陰謀論的書籍
- Stewart, James B. . New York: Penguin Press. 2019. ISBN 978-0525559108.